# Dinâmica em espiral
A teoria da Dinâmica em Espiral é uma maneira de explicar a complexidade do mundo e a natureza das mudanças ao nosso redor. É baseada em 50 anos de pesquisas iniciadas pelo psicólogo americano Clare W. Graves, e recentemente desenvolvida pelos seus seguidores, Don Beck e Chris Cowan . Nos últimos anos, o modelo foi enriquecido pelas ideias dos filósofos Richard Dawkins e Mihaly Csikszentmihalyi.

## Etimologia
É chamado de Dinâmica em Espiral porque tem a forma de espiral (como uma concha, fitas de DNA ou galáxias) para transmitir a ideia de que a consciência é expansiva, aberta, contínua e dinâmica. [carece de fontes?]

## Níveis de desenvolvimento
São representados oito níveis de desenvolvimento da consciência que determinam o modo de se ver a realidade. Estes níveis representam um modo de pensar, filtrar e de valorizar a realidade para se adaptar e criar novas soluções e novos desafios e não tipos de pessoas. Os níveis já estão disponíveis no meio ambiente aos serem humanos, bastando ativá-los dentro de nós para se ter acesso a eles.
Um desafio surgido em um nível é resolvido pelo modo de pensar do nível seguinte.
Os seres humanos evoluem nos níveis que começam no Nível Bege, grau mínimo de consciência para entendermos o mundo ao redor até os níveis mais altos que são capazes de lidar com a complexidade do mundo moderno.

### Bege
Surgiu há 100.000 anos com os bandos. Este nível produz habilidades instintivas para satisfazer as necessidades básicas como alimentação, segurança física e sexo. O desejo de expressão é automático. Ativado em catástrofes naturais e guerras. Cor inspirada nas areias do deserto. Representa o nível de consciência de um recém-nascido. Não tem empresas neste nível. Sentimentos negativos de impotência onde são vistos: nas crianças recém-nascidas e nos Bandos.

### Púrpura
Surgiu há 50.000 anos com as tribos. Neste nível os objetos e fenômenos da natureza tem significado. Ativado em rituais de família, superstições, juramentos de sangue, lugares sagrados. Sentimentos negativos de medo e insegurança. O sacrifício é feito pela tribo e ancestrais. Cor inspirada nos mantos das sacerdotisas. Representa o nível de consciência de uma criança de 01 a 04 anos.

### Vermelho
Surgiu há 10.000 anos com os impérios e exploradores. O desejo de expressão é energético. Vive o aqui e agora. Desperta o individualismo e a força para agir. Ativado em posições radicais, gangues, heróis, conquistadores, predadores. Tem sentimentos negativos de raiva. Cor inspirada no sangue dos guerreiros. Representa o nível de uma criança de 05 anos ao inicio da adolescência.

### Azul
Surgiu há 5.000 anos em forma de estrutura de autoridade. Sacrifício agora para obter no futuro. Cria causas e ideais abstratos. Disciplina, ordem e estrutura. Ativado em estruturas formais e tradicionais. Códigos de honra, hospitais e forças armadas, estatais, lógica. Tem sentimentos de culpa, fanatismo e julgamento. Cor inspirada no manto azul dos religiosos. Nível de consciência dos jovens e adultos.

### Laranja
Surgiu há 300 anos com os empreendedores. Desejo de expressão calculada para conseguir abundância e independência. Libera a autonomia e vê as melhores opções e oportunidades. Ativado em mercados de ações, uso da tecnologia, física quântica, capitalismo, classe média emergente, quebra de paradigmas. Sentimentos negativos de vazio. Materialismo e manipulação. Cor inspirada no aço derretido. Nível de consciência dos adultos de agora em diante.

### Verde
Surgiu há 150 anos com as comunidades. Sacrifício agora para obter agora para si e para os outros. Libera dos dogmas e da ambição. Ativado em ecologia, Greenpeace, ideias de sustentabilidade, energias alternativas, cooperação, consenso e empatia. Crescimento econômico com desenvolvimento social. Sentimento de indecisão por querer ouvir a todos. Cor inspirada na natureza.

### Amarelo
Surgiu há 50 anos com os sistemas integrativos. Desejo de expressão espiritual respeitando o outro e a Terra. Transformar o caos causado pelas diferenças e mudanças em um sistema elegante e equilibrado. Aceita o inevitável. Ativado em ideias como cura natural através da re conexão entre mente corpo e espírito. Responsabilidade social. Pensamento Estratégico. Flexibilidade. Funcionalidade. Qualidade. Sentimentos negativos de intolerância. Cor inspirada no sol.

### Turquesa
Surgiu há 30 anos com as ideias Holísticas. Construção de uma comunidade global. Tem sentimentos de humildade e tolerância. Sacrifício de si e dos outros, se necessário, em prol do equilíbrio e harmonia entre os seres humanos, o planeta e as gerações futuras. Ativado em múltiplos níveis de interação. É teórico. Cor inspirada na Terra e oceanos vistos do espaço.
Como funciona na prática? Funciona através de técnicas fáceis e práticas.
O trabalho do Coaching Executivo Dinâmico consiste em colocar a maior parte da consciência no Nível Azul e Laranja para que se possa ser capaz de evoluir rumo ao Verde e Amarelo, cada vez mais com uma visão geral dos desafios e do universo.
Para isto se utiliza as técnicas de coaching para tirar a parte da consciência que está no bege, púrpura, vermelho, juntarmos tudo no Azul e avançarmos para o modelo de mundo do Laranja. Em todo ser humano hoje em dia existem todas as cores disponíveis. Uma pessoa pode ter um ponto de vista Laranja ou Azul em uma determinada área da vida e um ponto de vista amarelo ou vermelho em outra área. Todos os níveis são importantes e é a Flexibilidade, a capacidade de ir de um nível para o outro com rapidez, humildade e tolerância que faz o ser humano ser bem sucedido.
O objetivo do modelo não é mover todo mundo em direção ao AMARELO ou Turquesa e sim o reconhecimento de em cada sociedade existem pessoas e instituições com predominância de pontos de vistas em cada um destes níveis. Tem grande utilização no entendimento do mundo corporativo.